# Cône asymptotique
En mathématiques, et plus précisément en analyse convexe, le cône asymptotique d'un convexe fermé non vide d'un espace vectoriel est l'aspect qu'il prend lorsqu'on le voit d'infiniment loin (la définition précise est donnée ci-dessous) ; il ressemble alors à un cône. Cette description intuitive permet de « comprendre » pourquoi le cône asymptotique est réduit à un point si, et seulement si, le convexe auquel il est associé est borné. Un élément du cône asymptotique est appelé une direction asymptotique de l'ensemble convexe de départ. Lorsqu'on suit une direction asymptotique, en partant d'un point d'un convexe fermé non vide, on reste dans cet ensemble.
Certains auteurs préfèrent utiliser les appellations cône de récession et direction de récession à cône asymptotique et direction asymptotique, parce que la notion n'a pas de rapport direct avec celle d'asymptote. Le qualificatif asymptotique est en réalité utilisé ici comme dans la locution comportement asymptotique, comme un substitut de l'expression à l'infini.
Voici quelques cas où ce concept peut être utile.
- Comme signalé ci-dessus, on peut montrer qu'un convexe fermé non vide est borné si, et seulement si, son cône asymptotique est réduit à zéro, ce qui revient à dire qu'il ne contient pas de demi-droite. Cette propriété de bornitude pourra donc être obtenue par l'intermédiaire du calcul et de l'examen de son cône asymptotique, souvent possible si l'ensemble convexe a lui-même une expression analytique.
- Appliqué aux ensembles de sous-niveaux d'une fonction convexe, cette méthode peut parfois donner des conditions pour que l'ensemble des minimiseurs de cette fonction soit non vide et borné.
- Le concept intervient aussi dans des conditions pour pouvoir séparer des convexes, pour que la somme de deux convexes fermés soit fermée, pour que l'image linéaire (en particulier la projection) d'un convexe fermé soit fermée, etc.
- Ce concept peut être transporté à une fonction convexe, en prenant le cône asymptotique de son épigraphe. Cela conduit à la notion de fonction asymptotique d'une fonction convexe, qui décrit son comportement à l'infini.

Des notions semblables peuvent aussi se définir pour des ensembles non convexes.
Connaissances supposées : les bases de l'analyse (notamment la notion de limite) et la notion d'ensemble convexe.

## Notations et définitions
On suppose dans cet article que {\displaystyle E} et {\displaystyle F} sont des espaces vectoriels réels de dimension finie.
Cône et direction asymptotiques — On appelle cône asymptotique (ou cône de récession) d'un convexe fermé non vide {\displaystyle C}, l'ensemble noté et défini par
{\displaystyle C^{\infty }:=\{d\in E\mid C+\mathbb {R} _{+}\,d\subset C\}=\{d\in E\mid C+d\subset C\}.}
Un élément de cet ensemble est appelé direction asymptotique (ou direction de récession) ; il s'agit donc d'un vecteur {\displaystyle d\in E} tel que, quels que soient {\displaystyle x\in C} et {\displaystyle t\geqslant 0} (ou {\displaystyle t=1}), on a {\displaystyle x+td\in C}.

## Propriétés
Le cône asymptotique du convexe non vide {\displaystyle C} est clairement l'intersection pour les {\displaystyle x\in C} des cônes
{\displaystyle C^{\infty }(x):=\{d\in E\mid x+\mathbb {R} _{+}d\subset C\}=\bigcap _{t>0}{\frac {C-x}{t}}.}
Si {\displaystyle C} n'est pas fermé, l'ensemble {\displaystyle C^{\infty }(x)} peut dépendre de {\displaystyle x\in C}. Par exemple, si
{\displaystyle C=\{x\in \mathbb {R} ^{2}\mid x>0\}\cup \{(0,0)\},}
{\displaystyle C^{\infty }(x)} est l'orthant positif {\displaystyle \mathbb {R} _{+}^{2}} si {\displaystyle x\neq 0}, alors que {\displaystyle C^{\infty }(0)=C}. À l'inverse, si {\displaystyle C} est fermé, tous les {\displaystyle C^{\infty }(x)} se confondent avec {\displaystyle C^{\infty }} ; c'est pour cette raison que certains auteurs préfèrent définir le cône asymptotique d'un convexe fermé et que l'hypothèse de fermeture de {\displaystyle C} est en général faite ci-dessous.
Autres expressions du cône asymptotique — Soit {\displaystyle C} un convexe fermé non vide. Alors {\displaystyle C^{\infty }} est un cône convexe fermé contenant {\displaystyle 0}. De plus :
- {\displaystyle C^{\infty }=\{d\in E~\mid } il existe des suites {\displaystyle \{x_{k}\}\subset C} et {\displaystyle \{t_{k}\}\to \infty } telles que {\displaystyle x_{k}/t_{k}\to d\}} ;
- {\displaystyle C^{\infty }=C^{\infty }(x)}, quel que soit {\displaystyle x\in C}.

Le corollaire suivant exprime à sa manière qu'un convexe fermé est borné si, et seulement si, il ne contient pas de demi-droite, c'est-à-dire d'ensemble de la forme {\displaystyle \{x+td\mid t\geqslant 0\}}, où {\displaystyle x,d\in E} et {\displaystyle d\neq 0}.
Cône asymptotique d'un convexe borné — Soit {\displaystyle C} un convexe fermé non vide. Alors {\displaystyle C} est borné si, et seulement si, {\displaystyle C^{\infty }=\{0\}}.

## Aspects calculatoires
Voici quelques règles de calcul.
Cône — Un convexe fermé non vide {\displaystyle K} est un cône (si et) seulement si {\displaystyle K^{\infty }=K}.
On rappelle qu'une intersection de convexes (resp. de fermés) est un convexe (resp. un fermé).
On rappelle que l'image réciproque d'un convexe (resp. d'un fermé) par une application linéaire est un convexe (resp. un fermé).
On rappelle que l'image d'un convexe par une application linéaire est convexe, mais que celle d'un convexe fermé n'est pas nécessairement fermée (même si le convexe est un cône). La situation est donc, d'emblée, plus compliquée que celle de l'image réciproque et va faire apparaître des adhérences. Par ailleurs, en général, l'inclusion (immédiate) {\displaystyle {\overline {A(C^{\infty })}}\subset {\overline {A(C)}}^{\infty }} n'est pas une égalité. La condition suffisante donnée ci-dessous pour avoir l'égalité n'est qu'un exemple ; elle n'est nullement nécessaire.
Image par une application linéaire — Soient {\displaystyle A:E\to F} une application linéaire et {\displaystyle C} un convexe fermé non vide de {\displaystyle E}. Si {\displaystyle -C^{\infty }\cap \operatorname {Ker} (A)\subset C^{\infty }}, alors {\displaystyle A(C)} est fermé et {\displaystyle A(C^{\infty })=A(C)^{\infty }}.
Si {\displaystyle -C^{\infty }\cap \operatorname {Ker} (A)\not \subset C^{\infty }}, on peut avoir {\displaystyle A(C^{\infty })\neq A(C)^{\infty }}, comme dans le cas où {\displaystyle A:(x_{1},x_{2})\in \mathbb {R} ^{2}\mapsto x_{1}\in \mathbb {R} } et {\displaystyle C:=\{x\in \mathbb {R} ^{2}\mid x_{2}\geqslant x_{1}^{2}\}} ; on a {\displaystyle C^{\infty }=\{d\in \mathbb {R} ^{2}\mid d_{1}=0,~d_{2}\geqslant 0\}} et {\displaystyle A(C)=\mathbb {R} }, si bien que{\displaystyle A(C^{\infty })=\{0\}\neq \mathbb {R} =[A(C)]^{\infty }}.

## Exemples

### Pavé de ℝn
Soient {\displaystyle l\in (\mathbb {R} \cup \{-\infty \})^{n}} et {\displaystyle u\in (\mathbb {R} \cup \{+\infty \})^{n}} deux vecteurs vérifiant {\displaystyle l\leqslant u}. On considère le pavé {\displaystyle [l,u]:=\{x\in \mathbb {R} ^{n}\mid l\leqslant x\leqslant u\}}, où les inégalités vectorielles doivent s'entendre composante par composante. C'est un convexe fermé non vide de {\displaystyle \mathbb {R} ^{n}}. Son cône asymptotique est donné par
Clairement, {\displaystyle [l,u]} est borné si, et seulement si, toutes les composantes de  {\displaystyle l} et {\displaystyle u} sont finies, ce qui se produit par la formule précédente si, et seulement si, {\displaystyle [l,u]^{\infty }} est réduit à zéro.

### Polyèdre convexe
- La représentation primale d'un polyèdre convexe {\displaystyle P} consiste à l'écrire comme la somme d'un polytope (enveloppe convexe d'un nombre fini non nul de points {\displaystyle x_{1},\ldots ,x_{p}}) et d'un cône convexe polyédrique (enveloppe conique d'un nombre fini de points {\displaystyle y_{1},\ldots ,y_{q}}) :{\displaystyle P:=\operatorname {co} \{x_{1},\ldots ,x_{p}\}+\operatorname {cone} \{y_{1},\ldots ,y_{q}\}.}Dans ce cas, le cône asymptotique de {\displaystyle P} s'écrit :{\displaystyle P^{\infty }=\operatorname {cone} \{y_{1},\ldots ,y_{q}\}.}
- Un polyèdre convexe peut aussi s'écrire de manière duale comme l'intersection d'un nombre fini de demi-espaces :{\displaystyle P:=A^{-1}([l,u]),}où {\displaystyle A:E\to \mathbb {R} ^{m}} est linéaire, tandis que {\displaystyle l\in (\mathbb {R} \cup \{-\infty \})^{m}} et {\displaystyle u\in (\mathbb {R} \cup \{+\infty \})^{m}} sont deux vecteurs vérifiant {\displaystyle l\leqslant u}. Comme {\displaystyle P} est l'image réciproque du convexe fermé non vide {\displaystyle [l,u]} par une application linéaire, son cône asymptotique se calcule facilement :{\displaystyle P^{\infty }=A^{-1}([l,u]^{\infty }).}